# Stara Wiśniewka
Stara Wiśniewka is een dorp in de Poolse woiwodschap Groot-Polen. De plaats maakt deel uit van de gemeente Zakrzewo (powiat złotowski).